# Enzo Sacchi
Enzo Sacchi (6 de janeiro de 1926 — 12 de julho de 1988) foi um ciclista italiano que participava em competições de ciclismo de estrada e pista.

## Carreira olímpica
Especialista em provas de velocidade, Sacchi participou nos Jogos Olímpicos de 1952 em Helsinque, na Finlândia, onde conquistou a medalha de ouro na prova de velocidade, à frente de Lionel Cox e Werner Potzernheim. Ele foi um ciclista profissional de 1952 a 1964.